# Los Troveros Criollos
Los Troveros Criollos è uno dei gruppi più rappresentativi del genere musicale creolo peruviano. Dagli inizi come duo (1952-1955) e le sue varie fasi come trio (1956-1962), attraverso una breve riapparizione nei primi anni Novanta, hanno lasciato un gran numero di canzoni classiche in questo genere.

## Storia
Nella sua prima fase, Los Troveros Criollos era composto da Jorge Pérez López (prima voce e seconda chitarra) e Luis Garland Llosa (regista, prima chitarra e seconda voce). Dalla sua apparizione nel 1952, questo duo fece furore con il suo stile allegro e ottimista, perché fino ad allora aveva dominato il trio Los Embajadores Criollos, con canzoni molto drammatiche e appassionate. Poco dopo la sua apparizione e con la collaborazione esclusiva del compositore Mario Cavagnaro, introdussero e diffusero il genere replana nelle loro canzoni, raggiungendo un successo senza precedenti. La loro separazione si spiega in termini musicali. Luis Garland, direttore del duo, voleva continuare il suo sviluppo musicale e alla fine lo fece, ma con un'altra formazione. Jorge Pérez, d'altra parte, mantenne la sua linea e continuò a cantare queste canzoni replana durante tutta la sua carriera.

### Seconda Fase
Los Troveros Criollos erano composti da: Humberto Pejovés (prima voce), Luis Garland (prima chitarra e seconda voce) e José Ladd (seconda chitarra e terza voce). Hanno avuto un enorme successo con due valzer di temi diversi: il primo, un valzer di natura sociale, "Luis Pardo" e il secondo, un valzer di un personaggio popolare, "Romance en la Parada", del compositore Augusto Polo Campos.
Questo trio fu caratterizzato dall'essere estremamente versatile. Inoltre suonavano canzoni molto allegre e jaraneras della vecchia guardia, polche, tonderos, marineras limenas e nortenas (di Lima e del nord), oltre a sorprendere con le loro armonie vocali in altri valzer. Il tocco finale nella loro breve carriera artistica arrivò nel 1960, quando conquistarono il primo posto nel Crystal Festival della canzone creola, con la canzone "Rosa Té".
Il celebre compositore peruviano Manuel Acosta Ojeda ha scritto su di loro nel giugno 2012: "Il trio Los Troveros Criollos, di Lucho Garland, Humberto Pejovés e Pepe Ladd, era in termini di armonia di voci e chitarre - a mio modesto parere - il miglior trio Creolo di tutti i tempi."

### Terza Fase
Erano formati da Carlos García Godos (prima voce), Luis Garland (prima chitarra e seconda voce) e Pepe Ladd (seconda chitarra e terza voce). Questo trio ha mantenuto la versatilità di quello precedente, ma il suo stile era meno allegro e jaranero, piuttosto elegante e stilizzato. Ebbero l'onore di aver registrato la prima versione del valzer Il rosario di mia madre, prodotto dal suo autore, il compositore Mario Cavagnaro che lavorò con la compositrice Chabuca Granda nella realizzazione e registrazione del suo album Il meglio di Chabuca Granda.

### Quarta Fase
Nella loro quarta generazione, Los Troveros Criollos erano costituiti da Lucho Garland e i fratelli José e Eduardo Catter. Inoltre sostennero il trio le voci di nove giovani, con i quali formarono il Grupo Espectáculo Los Troveros Criollos. Il gruppo vocale dei giovani fu integrato da: Roxana Leguía, María del Carmen Mercado, Edurme Inchauste, Elizabeth Cabrera, Rosa Elena Viale, Jeanette Cabrera, Fernando Villamonte, Pedro León e Arturo Cárdenas. Per alcuni di loro, questa esperienza rappresentò l'inizio di una carriera musicale di successo.

### Quinta Fase
Nella sua quinta generazione, Los Troveros Criollos erano costituiti da Lucho Garland, Mario Sánchez e Roberto García Godos. La sua carriera fu breve e registrarono alcuni dischi memorabili; in particolare quella dedicata al famoso compositore e ufficiale della Marina peruviana Francisco "Pancho" Quirós.

## Discografia

### Prima generazione
Nella sua prima generazione il duo rese popolari canzoni principalmente di replana, composte da Mario Cavagnaro e altri autori. Da questo compositore vennero Yo la quería patita, Cantame ese vals Patita, Carretas aquí es el Tono. Altre canzoni erano Leonor, Cabecita loca, firmate da Francisco Quirós, Ay! Raquel, La Jarana de Colón di Polo Campos.

### Seconda generazione
Nella sua seconda generazione il trio rese popolari Luis Pardo (D.R), Romance en la Parada, Tu Perdición, Vuelve pronto (Augusto Polo Campos), Corto Circuito di Mario Cavagnaro, Puedes irte, Cuando esté bajo una Loza del compositore Manuel Acosta Ojeda, Rosa Té di Max Arroyo e Germán Zegarra. Con quest'ultima canzone Los Troveros Criollos vinsero il primo Festival Cristal della Canzone Creola nel 1960.

### Terza generazione
Nella sua terza generazione il trio rese popolari i vals El Rosario de mi Madre di Mario Cavagnaro, Noche de Amargura di Augusto Polo Campos, Gracia e Ha de llegar mi Dueña di Chabuca Granda. Questi ultimi due appartengono al disco Lo mejor de Chabuca Granda, registrato e prodotto in collaborazione con la compositrice stessa.

### Quarta generazione
La quarta generazione di Los Troveros Criollos pubblicò una compilation dei vari generi di musica creola. Tra i più popolari c'erano La Cabaña e Poturrí de Valses y Polkas.

### Quinta generazione
L'ultima generazione di Los Troveros Criollos ha reso popolare un disco unico in omaggio al compositore e ufficiale della Marina Peruviana Francisco Quirós, con canzoni composte da lui. Questo disco fu pubblicato in edizione limitata, in occasione dell'ottavo anniversario della Forza Sottomarina del Perù.

### Interpretazioni notevoli
| Canzone                   | Compositore                       |
| Prima generazione         |                                   |
| Ay! Raquel                | Augusto Polo Campos               |
| Cabecita loca             | Francisco Quirós Tafur            |
| Cantame ese Vals Patita   | Mario Cavagnaro Llerena           |
| Carretas aquí es el Tono  | Mario Cavagnaro Llerena           |
| El Parisien               | Derechos reservados               |
| La Jarana de Colón        | Augusto Polo Campos               |
| Yo la quería patita       | Mario Cavagnaro Llerena           |
| Seconda generazione       |                                   |
| Corto Circuito            | Mario Cavagnaro Llerena           |
| Cuando esté bajo una Loza | Manuel Acosta Ojeda               |
| Luis Pardo                | Guardia vieja                     |
| Cruel Dolor               | Guardia vieja                     |
| Puedes irte               | Manuel Acosta Ojeda               |
| Romance en la Parada      | Augusto Polo Campos               |
| Rosa Té                   | Max Arroyo; Germán Zegarra        |
| Terza generazione         |                                   |
| Así te quiero yo          | Manuel Acosta Ojeda               |
| El Rosario de mi Madre    | Mario Cavagnaro Llerena           |
| Gracia                    | Chabuca Granda                    |
| Noche de Amargura         | Augusto Polo Campos               |
| Quarta generazione        |                                   |
| La Cabaña                 | Alejandro Sáez                    |
| La Palizada               | Alejandro Ayarza                  |
| Quinta generazione        |                                   |
| Travesuras limeñas        | L. Garland, M. Sánchez, R. García |
| Jesús                     | Felipe Pinglo Alva                |

## Presentazione dal vivo
- Registrazione alla TV Peruviana, 1989
- Registrazione a Radio La Crónica, 1956